# Ernst Fivian
Ernst Fivian (Thun, 12 agosto 1931 – Lucerna, 15 dicembre 2021) è stato un ginnasta svizzero.

## Palmarès

### Olimpiadi
- 1 medaglia:
  - 1 argento (Helsinki 1952 a squadre)